# Sun Menahem
Sun Menahem (in ebraico סאן מנחם‎?; Tel Aviv, 7 settembre 1993) è un ex calciatore israeliano, di ruolo difensore.

## Statistiche

### Cronologia presenze e reti in nazionale
| Cronologia completa delle presenze e delle reti in nazionale ― Israele | Cronologia completa delle presenze e delle reti in nazionale ― Israele | Cronologia completa delle presenze e delle reti in nazionale ― Israele | Cronologia completa delle presenze e delle reti in nazionale ― Israele | Cronologia completa delle presenze e delle reti in nazionale ― Israele | Cronologia completa delle presenze e delle reti in nazionale ― Israele | Cronologia completa delle presenze e delle reti in nazionale ― Israele | Cronologia completa delle presenze e delle reti in nazionale ― Israele |
| Data                                                                   | Città                                                                  | In casa                                                                | Risultato                                                              | Ospiti                                                                 | Competizione                                                           | Reti                                                                   | Note                                                                   |
| ---------------------------------------------------------------------- | ---------------------------------------------------------------------- | ---------------------------------------------------------------------- | ---------------------------------------------------------------------- | ---------------------------------------------------------------------- | ---------------------------------------------------------------------- | ---------------------------------------------------------------------- | ---------------------------------------------------------------------- |
| 15-10-2019                                                             | Be'er Sheva                                                            | Israele                                                                | 3 – 1                                                                  | Lettonia                                                               | Qual. Euro 2020                                                        | -                                                                      | 79’                                                                    |
| 16-11-2019                                                             | Haifa                                                                  | Israele                                                                | 1 – 2                                                                  | Polonia                                                                | Qual. Euro 2020                                                        | -                                                                      | 65’                                                                    |
| 19-11-2019                                                             | Skopje                                                                 | Macedonia del Nord                                                     | 1 – 0                                                                  | Israele                                                                | Qual. Euro 2020                                                        | -                                                                      | 82’                                                                    |
| 11-10-2020                                                             | Haifa                                                                  | Israele                                                                | 1 – 2                                                                  | Rep. Ceca                                                              | UEFA Nations League 2020-2021 - 1º turno                               | -                                                                      | 46’                                                                    |
| 15-11-2020                                                             | Plzeň                                                                  | Rep. Ceca                                                              | 1 – 0                                                                  | Israele                                                                | UEFA Nations League 2020-2021 - 1º turno                               | -                                                                      | 46’                                                                    |
| 18-11-2020                                                             | Netanya                                                                | Israele                                                                | 1 – 0                                                                  | Scozia                                                                 | UEFA Nations League 2020-2021 - 1º turno                               | -                                                                      |                                                                        |
| 25-3-2021                                                              | Tel Aviv                                                               | Israele                                                                | 0 – 2                                                                  | Danimarca                                                              | Qual. Mondiali 2022                                                    | -                                                                      | 85’                                                                    |
| 28-3-2021                                                              | Tel Aviv                                                               | Israele                                                                | 1 – 1                                                                  | Scozia                                                                 | Qual. Mondiali 2022                                                    | -                                                                      | 79’                                                                    |
| 31-3-2021                                                              | Chișinău                                                               | Moldavia                                                               | 1 – 4                                                                  | Israele                                                                | Qual. Mondiali 2022                                                    | -                                                                      | 46’                                                                    |
| 9-6-2021                                                               | Lisbona                                                                | Portogallo                                                             | 4 – 0                                                                  | Israele                                                                | Amichevole                                                             | -                                                                      | 46’                                                                    |
| 1-9-2021                                                               | Tórshavn                                                               | Fær Øer                                                                | 0 – 4                                                                  | Israele                                                                | Qual. Mondiali 2022                                                    | -                                                                      |                                                                        |
| 4-9-2021                                                               | Haifa                                                                  | Israele                                                                | 5 – 2                                                                  | Austria                                                                | Qual. Mondiali 2022                                                    | -                                                                      | 74’                                                                    |
| 7-9-2021                                                               | Copenaghen                                                             | Danimarca                                                              | 5 – 0                                                                  | Israele                                                                | Qual. Mondiali 2022                                                    | -                                                                      | 79’                                                                    |
| 9-10-2021                                                              | Glasgow                                                                | Scozia                                                                 | 3 – 2                                                                  | Israele                                                                | Qual. Mondiali 2022                                                    | -                                                                      | 87’                                                                    |
| 12-10-2021                                                             | Be'er Sheva                                                            | Israele                                                                | 2 – 1                                                                  | Moldavia                                                               | Qual. Mondiali 2022                                                    | -                                                                      |                                                                        |
| 12-11-2021                                                             | Klagenfurt am Wörthersee                                               | Austria                                                                | 4 – 2                                                                  | Israele                                                                | Qual. Mondiali 2022                                                    | -                                                                      |                                                                        |
| 26-3-2022                                                              | Sinsheim                                                               | Germania                                                               | 2 – 0                                                                  | Israele                                                                | Amichevole                                                             | -                                                                      |                                                                        |
| 10-6-2022                                                              | Tirana                                                                 | Albania                                                                | 1 – 2                                                                  | Israele                                                                | UEFA Nations League 2022-2023 - 1º turno                               | -                                                                      | 64’                                                                    |
| 13-6-2022                                                              | Reykjavík                                                              | Islanda                                                                | 2 – 2                                                                  | Israele                                                                | UEFA Nations League 2022-2023 - 1º turno                               | -                                                                      | 46’ 90+6’                                                              |
| Totale                                                                 |                                                                        | Presenze                                                               | 19                                                                     |                                                                        | Reti                                                                   | 0                                                                      |                                                                        |

## Palmarès

### Club

#### Competizioni nazionali
- Coppa di Israele: 1

Maccabi Haifa: 2015-2016
- Campionato israeliano: 2

Maccabi Haifa: 2020-2021, 2021-2022
- Coppa Toto Al: 1

Maccabi Haifa: 2021-2022
- Supercoppa d'Israele: 1

Maccabi Haifa: 2023